# قصبه مریدا
قصبهٔ مریدا (اسپانیایی: Alcazaba de Mérida‎) یک قصبه اسلامی متعلق به قرن نهم میلادی است که در شهر مریدا اسپانیا قرار دارد و همانند بسیاری از بناهای تاریخی این شهر، در فهرست میراث جهانی یونسکو ثبت شده است.
این دژ در نزدیکی یک پل رومی بر رودخانهٔ گوادیانا، موسوم به پل رومی مریدا، ساخته شده است. در سال ۸۳۵ میلادی، امیر عبدالرحمن دوم از کوردوبا آن را به‌منظور کنترل بر شهری ساخت که پیش‌تر در سال ۸۰۵ شورش کرده بود. این بنا نخستین قصبهٔ اسلامی در شبه‌جزیرهٔ ایبری به‌شمار می‌رود و دارای ساختاری مربعی با دیوارهایی به طول هر ضلع ۱۳۰ متر، ارتفاع ۱۰ متر و ضخامت ۲٫۷ متر است. این دیوارها با استفاده مجدد از سازه‌های رومی و رومی-ویزیگوتی، و از سنگ گرانیت ساخته شده‌اند. دیوارها دارای ۲۵ برج با پایه‌های چهارگوش هستند که به‌عنوان پشت‌بند نیز عمل می‌کردند. درون قصبه یک الجُبّه (مخزن آب باران) قرار دارد که شامل یک آب‌انبار برای جمع‌آوری و تصفیهٔ آب رودخانه است.
ورودی قصبه از طریق محوطه‌ای کوچک به نام سنتی آلکاراسخو صورت می‌گیرد که در گذشته برای کنترل رفت‌وآمد مردم و کالاها به شهر به‌کار می‌رفته است. در کنار آن، ناحیهٔ نظامی قرار دارد که ورودی‌اش میان دو برج قرار گرفته و در بالای طاقی نعل‌اسبی‌شکل، کتیبه‌ای وجود دارد که از حمایت عبدالرحمن از ساخت این مجموعه یاد می‌کند.
در مجاورت قصبه، صومعه‌ای وابسته به فرقهٔ مذهبی سنتیاگو قرار داشت که امروزه مقر شورای منطقه‌ای اکسترمادورا است.
حفاری‌های باستان‌شناسی در این محوطه، بقایایی از دوران پیش از ساخت قصبه را نیز آشکار کرده‌اند؛ از جمله بخش‌هایی از یک جادهٔ رومی که به خوبی حفظ شده و تا ناحیهٔ باستان‌شناسی مورریاس امتداد دارد، و همچنین خانه‌ای شهری از دورهٔ روم که بارها بازسازی شده و مشرف به همان خیابان است. افزون بر این، بخشی از دیوار رومی نیز قابل مشاهده است که در کنار پشت‌بندی قدرتمند ساخته‌شده از قطعات گرانیت بازیافتی قرار دارد. همانند نمونه‌های موجود در محوطهٔ باستانی مورریاس، گمان می‌رود این پشت‌بند متعلق به قرن پنجم میلادی باشد.